# Det stora postrånet
Det stora postrånet är en svensk dokumentärserie från 2020 som hade premiär i SVT1 och SVT play den 22 mars 2020. Serien är uppdelad på fyra avsnitt om vardera 30 minuter.

## Handling
Serien handlar om några vänner från Hässelby som planerar och genomför en spektakulär kupp mot postterminalen i Göteborg 2008. Av en slump har en i gänget fått tips om det ska finnas stora summor pengar vid postterminalen i Göteborg. Tillsammans med några gamla vänner planerar de hur ska lägga vantarna på pengarna. Bytet blev dock inte till närmelsevis så stort som kumpanerna hade hoppats på.